# Verkami
Verkami es una plataforma dedicada al micromecenazgo fundada en 2010 en Mataró por la iniciativa privada de Joan, un biólogo; y sus dos hijos, Adrià y Jonàs Sala, un historiador del arte y un físico respectivamente. La palabra verkami es un neologismo construido a partir de dos palabras del esperanto: Verko (creación artística o científica, trabajo, obra, producción; o, en forma verbal, verki: crear obres de arte o ciencia, producir arte) y Ami (estimar, agradar). 'Verkami' podría definirse como un amigo de la creación.
Víctor Pàmies, en la introducción de Amb cara i ulls. Diccionari de dites i refranys sobre l'ull (2011, p. 7), el primer libro en catalán que se publicó gracias al micromecenazgo, dice que Verkami es una plataforma de micromecenazgo hecha a imagen de otras que ya funcionan desde hace tiempo en Estados Unidos. 

En pocas palabras, es un espacio en el que se ponen en contacto creadores y posibles mecenas que, a partir de pequeñas aportaciones, pueden financiar diversos proyectos de carácter cultural o creativo a cambio de diversas compensaciones en sintonía con la aportación hecha.
Victor Pàmies

En julio de 2012, por medio de Verkami, se han financiado con éxito 460 proyectos y la máxima cantidad recaudada fue de 33 170 euros para el proyecto de compra del diario Público.
En 2011 recibió el Premio Tendències a la Indústria Emergent (2011) otorgado per El Mundo de Catalunya.
Posteriormente, en 2013, Verkami consiguió batir el récord europeo de micromecenazgo con el documental L'endemà, de la productora Isona Passola, llegando a reunir más de 350 000 euros. Ese mismo año, Verkami resultó ganador en la categoría e-Culture&Tourism en los World Summit Awards, galardones promovidos por las Naciones Unidas.